# Kinn (ø)
Kinn  er en ø som ligger i Flora kommune i Vestland fylke i Norge. Den har et areal på 2,5 km² er omkring 2 km i hver retning, højeste punkt er 315 moh. Øen er uden almindelige bilveje.  Kin ligger omkring 12 km vest for byen Florø.  Naboøen Reksta (med landsbyen Rognaldsvåg) ligger kun 350 meter øst for Kinn, øen  Skorpa ligger omkring 2,5  km nordøst for Kinn, og øen  Askrova ligger ca. 9 km mod sydøst.
Øen Kinn var tidligere en del af Kinn kommune, men blev under kommunesammenlægningen i 1964 indlemmet i Flora kommune. Kinn kan nås med rutebåd fra Florø som ligger ca. 13 kilometer mod øst. 
Øen er kendt for Kinnaspelet, som arrangeres hver sommer, og Kinn kirke fra 1100-tallet. Kinn kirke er den ældste kirke i Sunnfjord. Der er også rester af et stenkors som kan have været 1,5 eller 2 meter højt og som formentlig stammer  fra den første kristne tid; lignende kors blev rejst mange steder langs kysten. Der er fundet spor efter mennesker fra 3000 år f.Kr. Der er spor af fast bosætning fra omkring 400 år e.Kr. (yngre Jernalder).
Kinnaklova, et fjeld med en dyp kløft, er også et kendetegn for øen.
Nils Seim købte øen i 1896 og hans søn, maleren Harald Seim, boede der det meste af livet.